# Saint-Lubin-des-Joncherets
Saint-Lubin-des-Joncherets ist eine französische Gemeinde mit 4129 Einwohnern (Stand: 1. Januar 2022) im Département Eure-et-Loir in der Region Centre-Val de Loire; sie gehört zum Arrondissement Dreux und zum Kanton Saint-Lubin-des-Joncherets.

## Geographie
Saint-Lubin-des-Joncherets liegt am Fluss Avre an der Grenze zwischen der Landschaft Beauce und der Normandie. Umgeben wird Saint-Lubin-des-Joncherets von den Nachbargemeinden Nonancourt im Norden, Courdemanche im Nordosten, Saint-Rémy-sur-Avre im Osten, Boissy-en-Drouais im Südosten, Escorpain im Süden, Prudemanche im Südwesten, Dampierre-sur-Avre im Westen und Droisy im Nordwesten.

## Bevölkerungsentwicklung
| Jahr      | 1962 | 1968 | 1975 | 1982 | 1990 | 1999 | 2006 | 2011 |
| Einwohner | 1287 | 1882 | 2304 | 3586 | 4403 | 4355 | 4033 | 4188 |

## Sehenswürdigkeiten

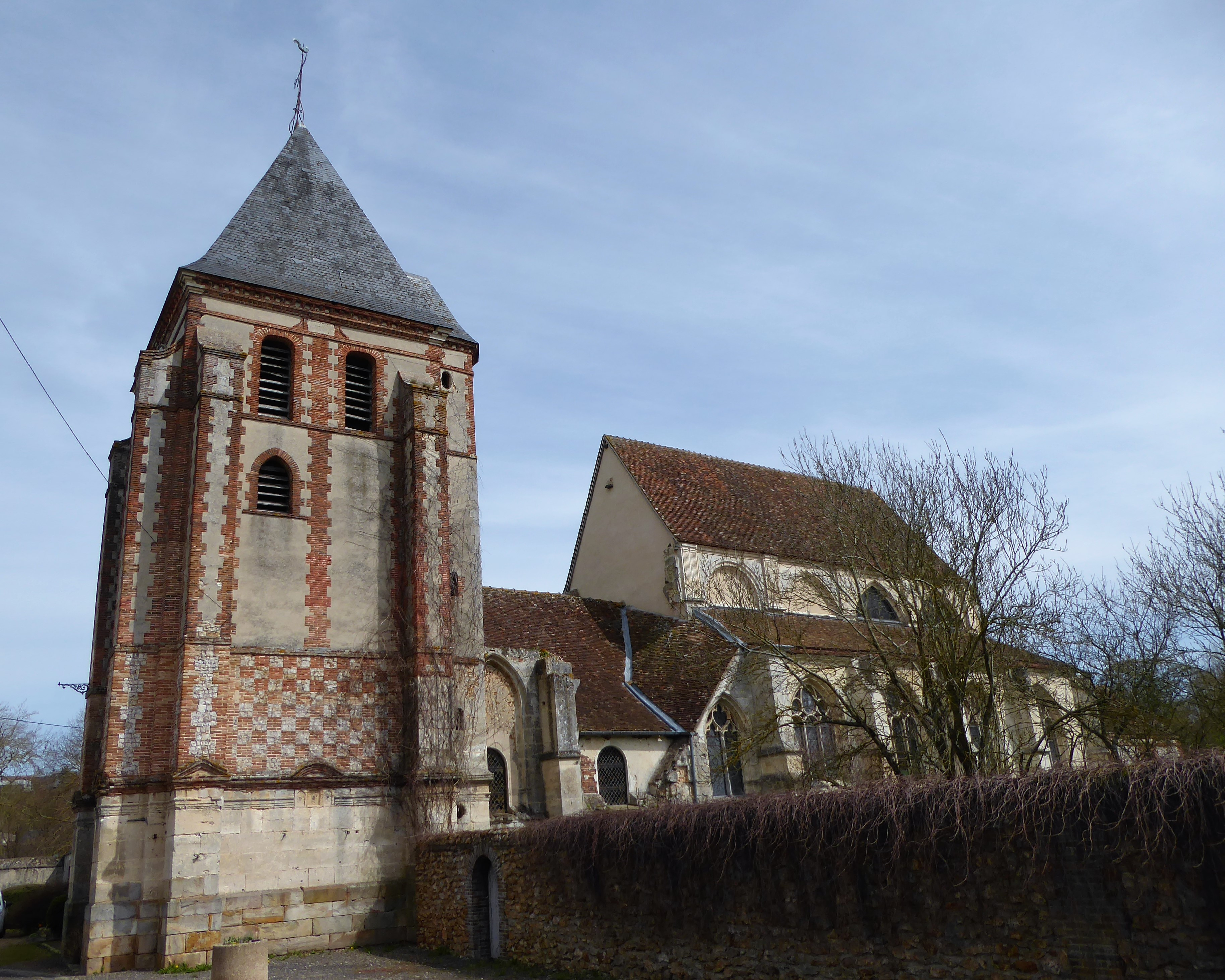
Kirche Saint-Lubin

- Kirche Saint-Lubin, seit 1913 Monument historique
- Kapelle Sainte-Barbe aus dem 16. Jahrhundert
- Schloss Saint-Lubin aus dem 17. Jahrhundert, seit 1930 Monument historique

## Persönlichkeiten
- Siraba Dembélé (* 1986), Handballerin